# Augochlorella aurata
Augochlorella aurata är en biart som först beskrevs av Smith 1853.  Augochlorella aurata ingår i släktet Augochlorella och familjen vägbin. Inga underarter finns listade.

## Bildgalleri

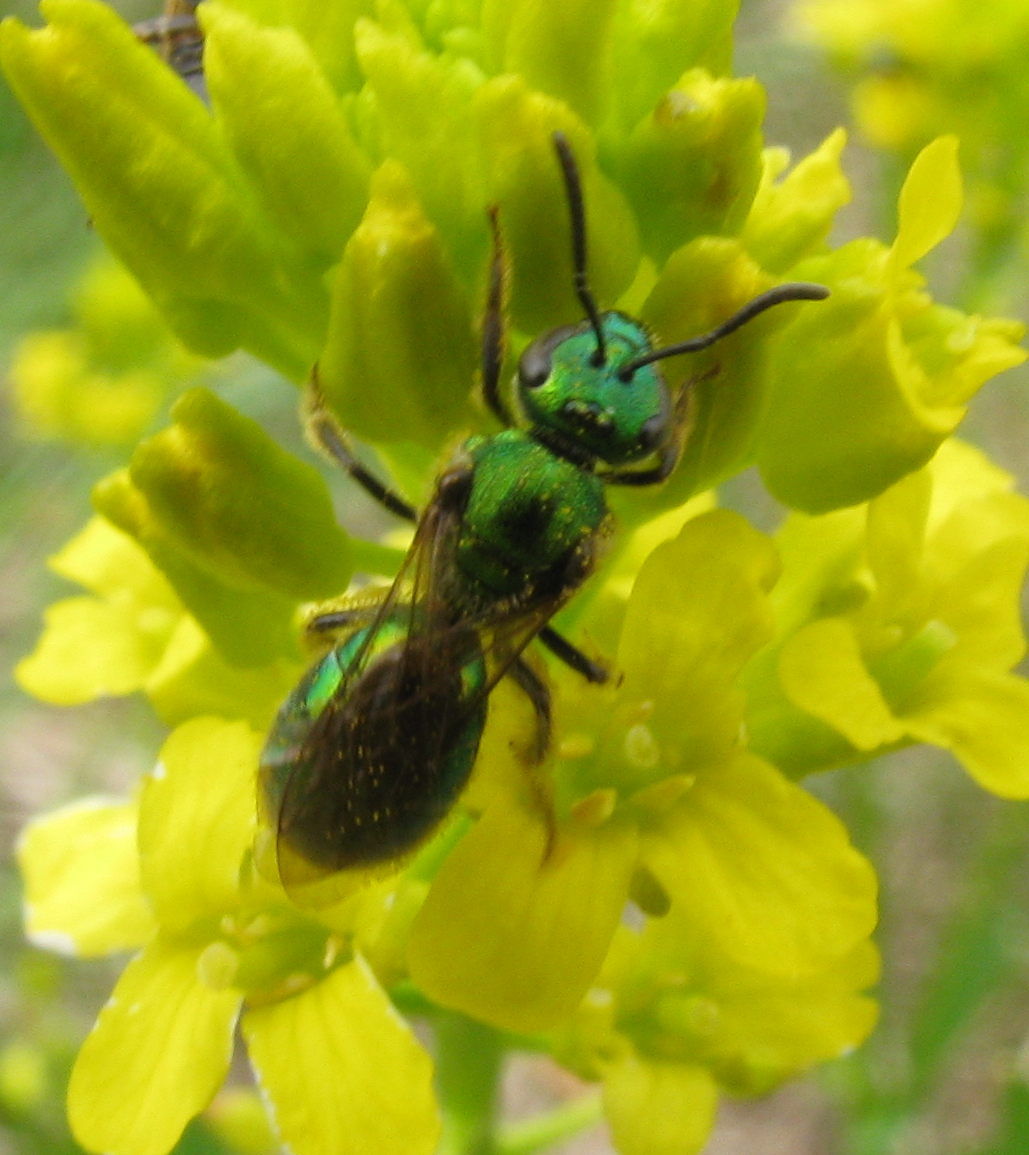
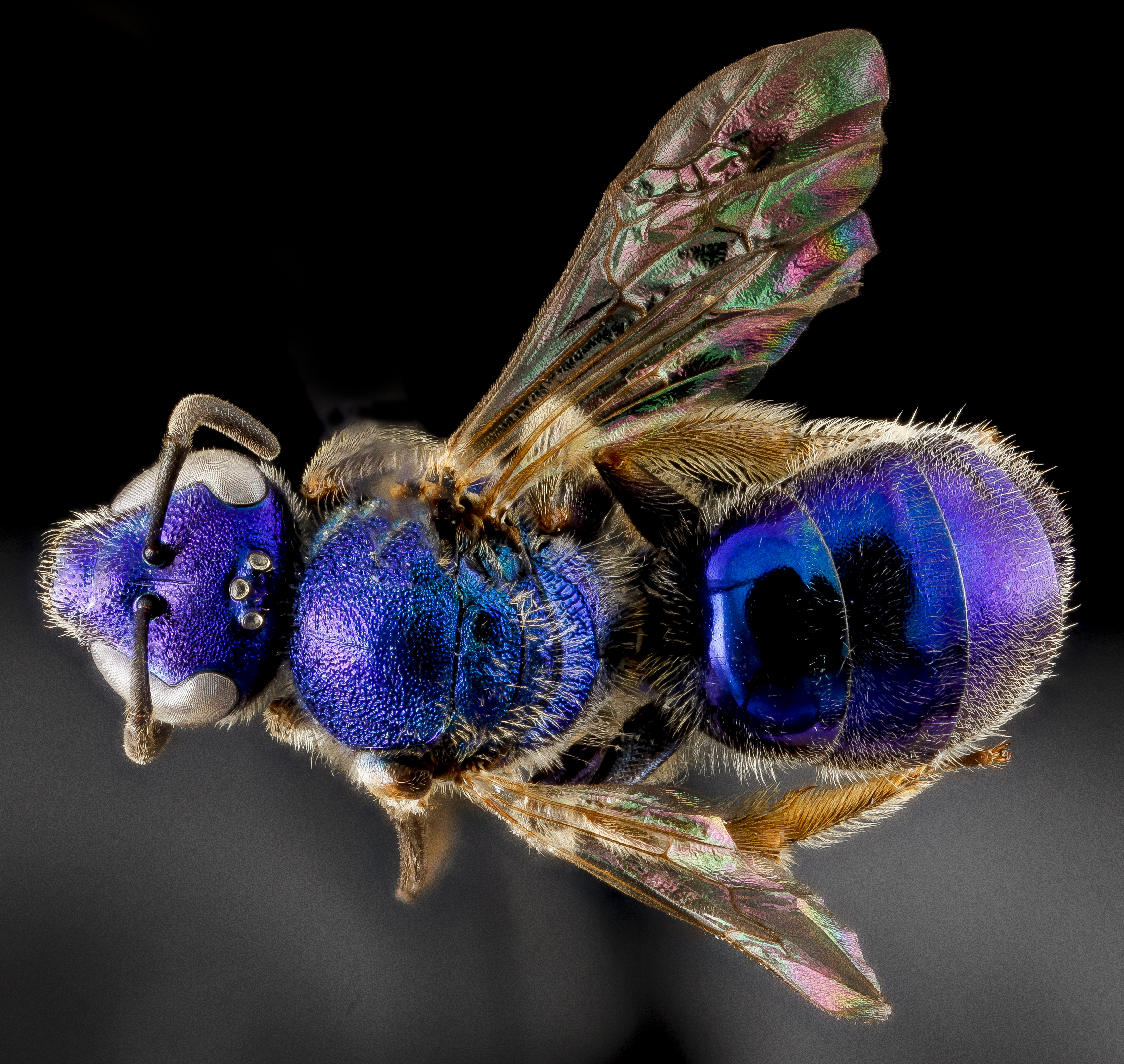
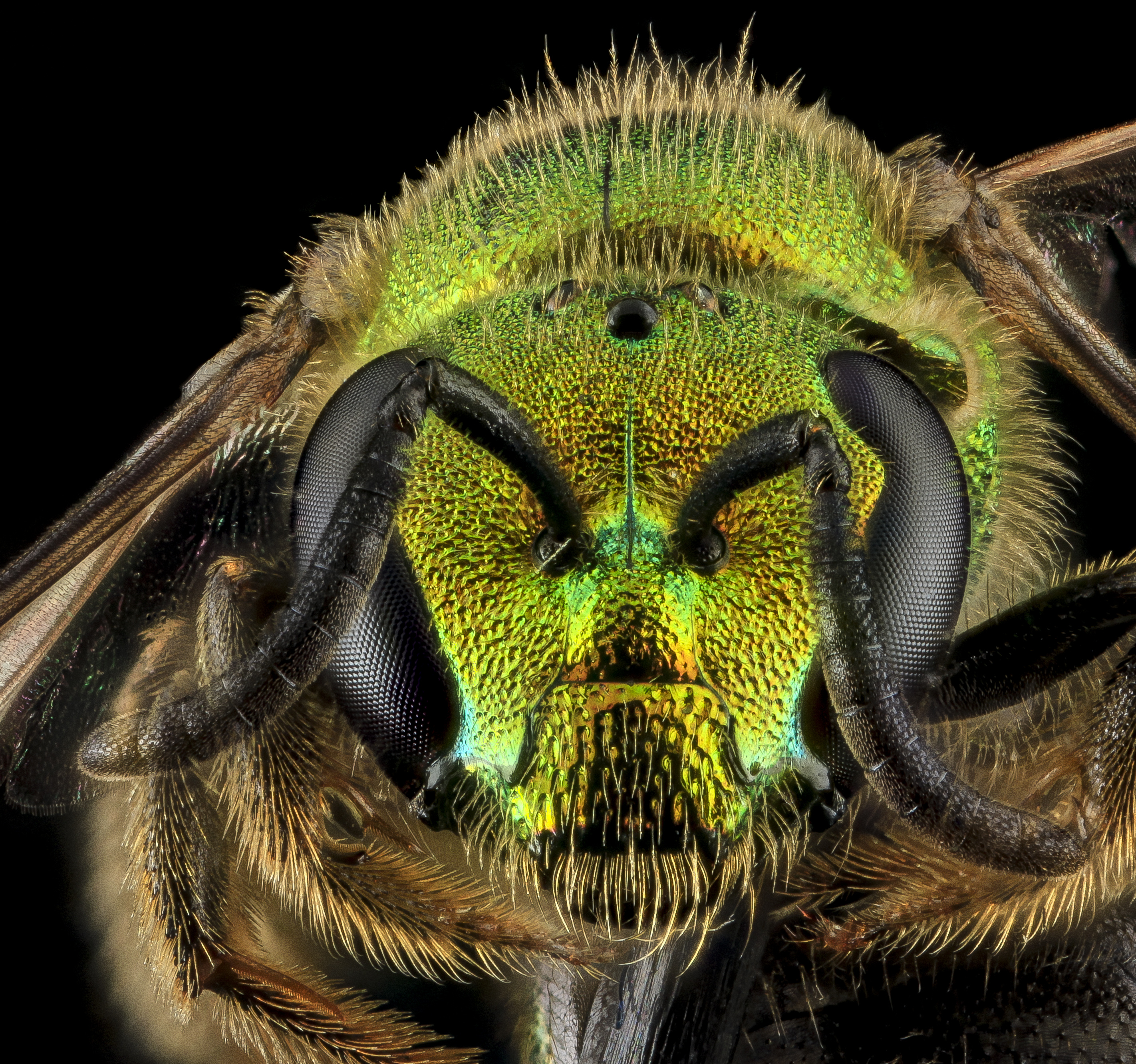
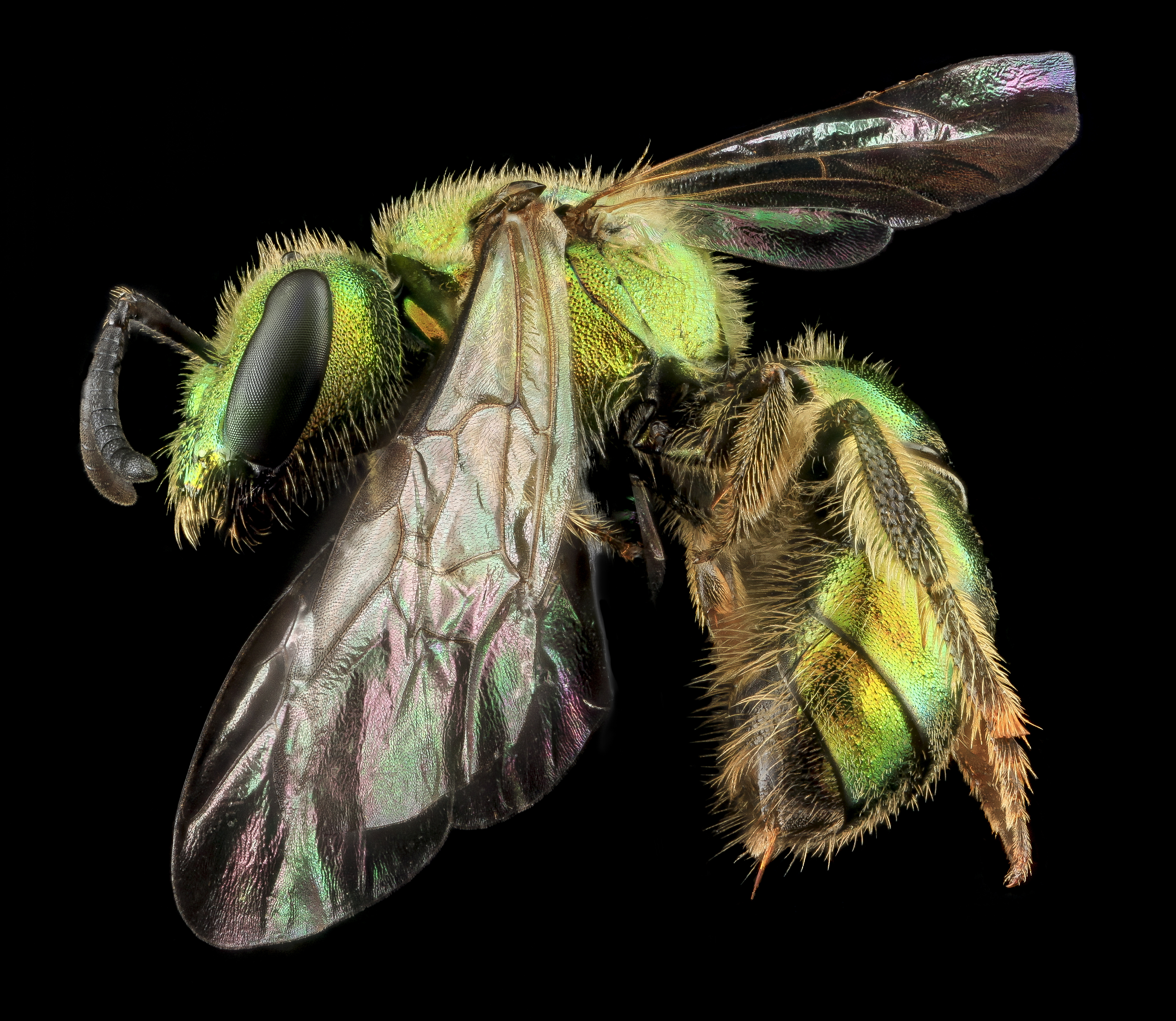
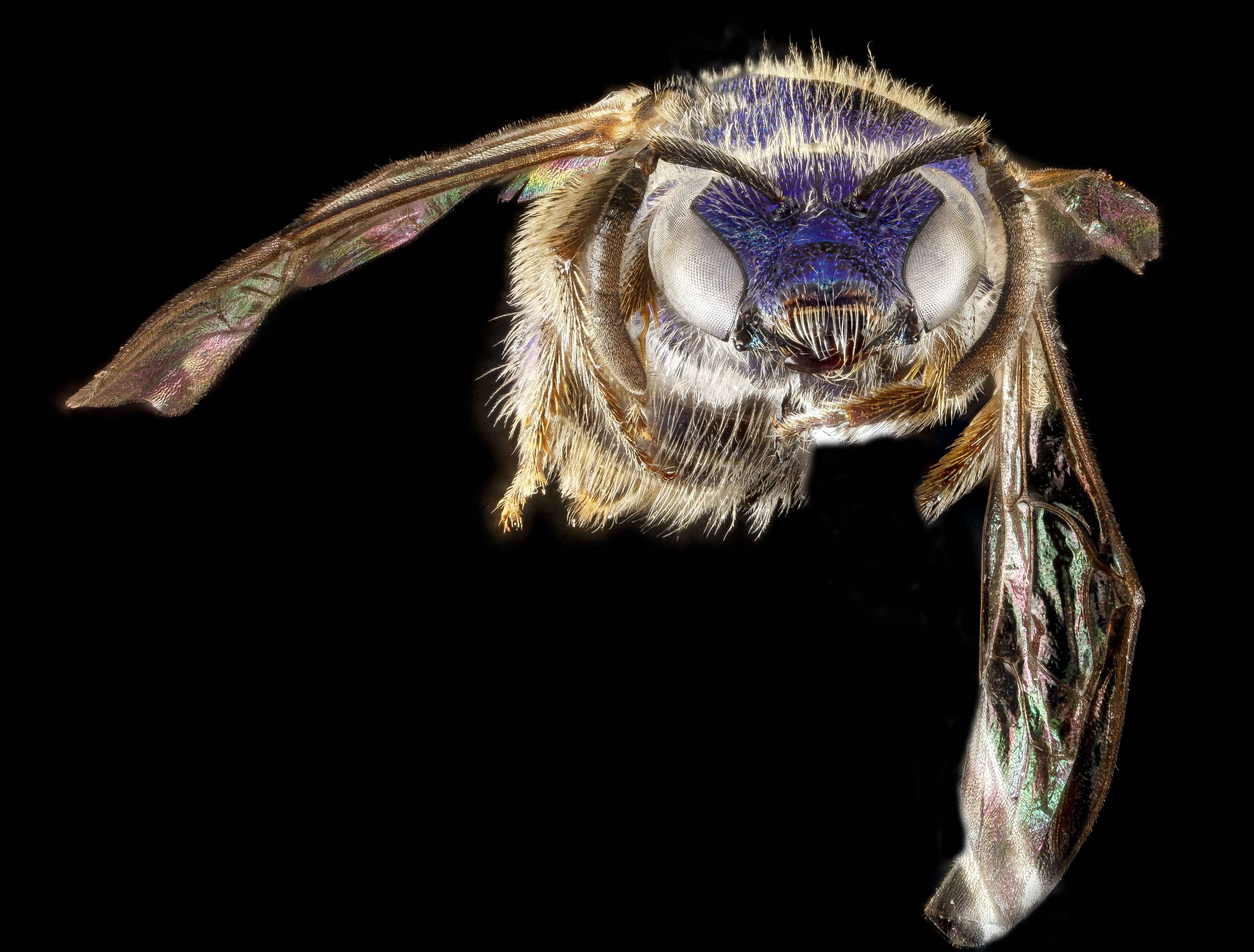
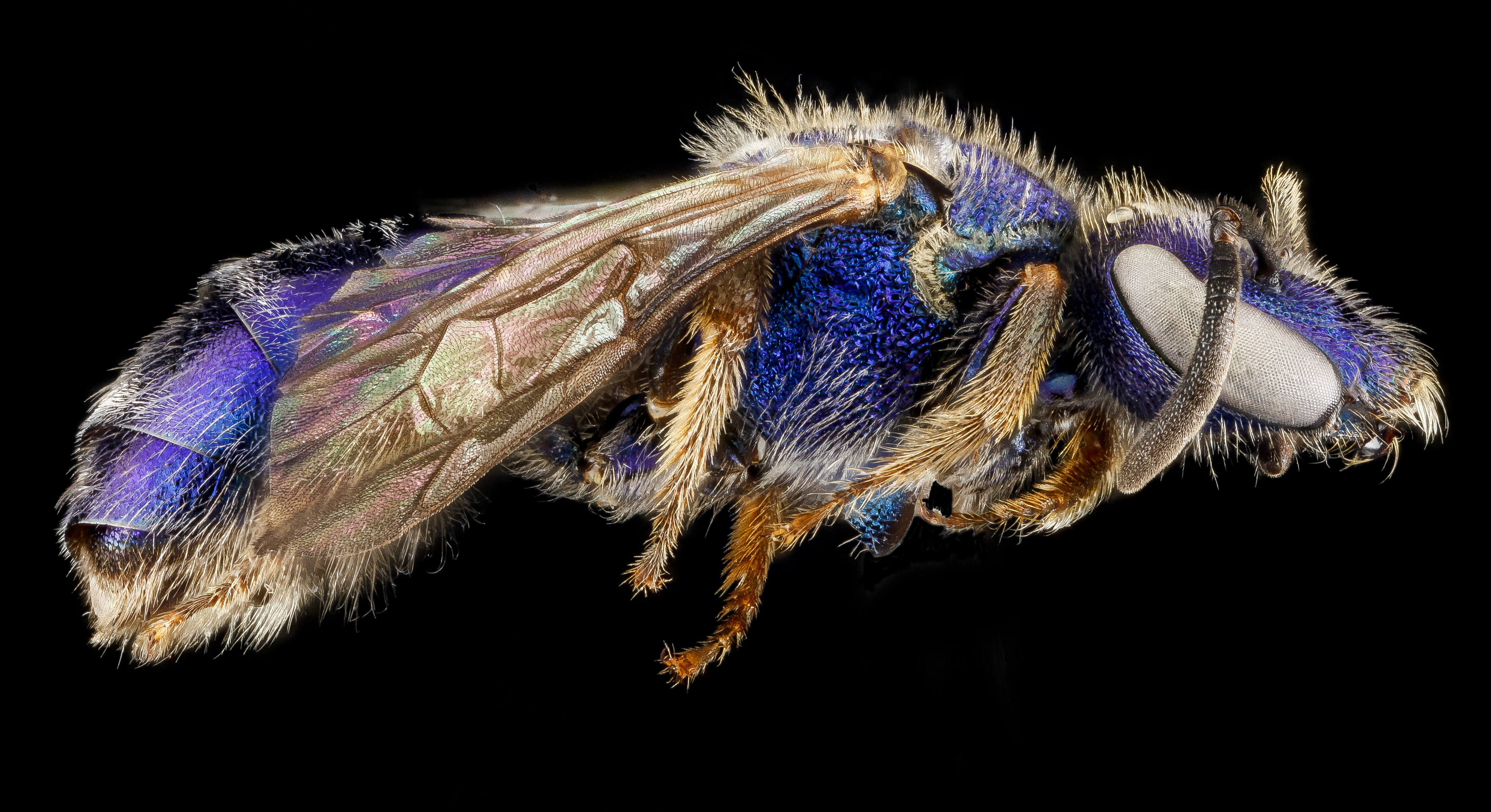